# Jelizaveta Suska
Jelizaveta Suska, även känd som Liza, född 15 maj 1989 i Bauska i Lettland, är en lettisk-svensk smyckeskonstnär bosatt i Västsverige.

## Biografi
Jelizaveta Suska växte upp i Jelgava i Lettland. Hon studerade metallformgivning och tog examen från Konstakademin i Lettland år 2013. Som utbytesstudent vid Hochschule Hildesheim/Holzminden/Göttingen i Tyskland, upptäckte hon och blev intresserad av smyckeskonst.
Jelizaveta Suska flyttade från Riga till Göteborg i Sverige år 2013 för att studera smyckeskonst vid Göteborgs universitet, Konst och hantverks masterprogram vid Högskolan för design och konsthantverk (HDK). Vid HDK började hon experimentera med material, främst krossad marmor och polymerlera, som hon senare skulle bli känd för.
Under denna tid deltog hon som utbytesstudent i ett semesterprogram vid Hiko Mizuno College of Jewelry i Tokyo i Japan. Hon tog examen från Göteborgs universitet år 2015.

## Karriär
År 2016, vid 26 års ålder, tilldelades Jelizaveta Suska Herbert-Hofmann-Preis för sitt verk Frozen Moment vid Schmuck.

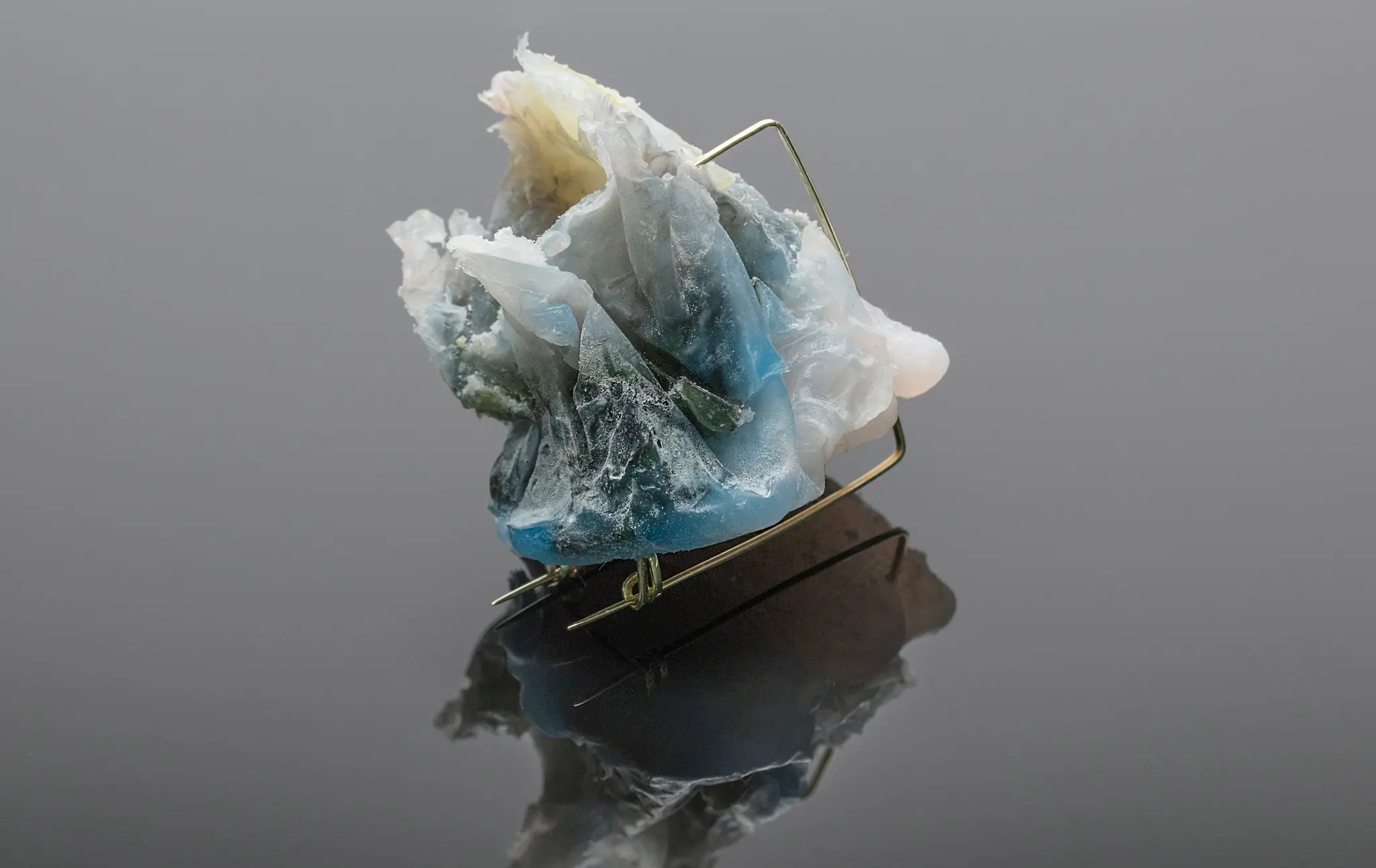
En brosch från Frozen Moment-kollektionen som 2016 vann Herbert Hofmann-priset.

Samma år tilldelades hon även Amber-priset vid Amberif Design Award 2016 för sitt arbete Transition.  År 2018 var hon en av finalisterna i Art Jewellery Forum och Mari Funaki Awards som framstående konstnär.
Jelizaveta Suska valdes som en av stipendiaterna för Sten A. Olssons kulturstipendium 2022.  Det inkluderade även en utställning på Göteborgs konstmuseum.
År 2020 höll hon en utställning av sina smycken kallad "Microméga" på Sveriges Konstföreningar och Konsthantverkscentrums Vandringsutställning. Utställningen möjliggjorde för besökare att virtuellt promenera på hennes smycken, förminskade som om de vore lika små som Tummelisa och hennes konst lika stort som ett berg.
Hennes verk återfinns bland annat på Nationalmuseum i Stockholm, RIAN Designmuseum i Falkenberg och i flera privata samlingar.